# Werner Deuchler
Werner Johannes Deuchler (* 21. Juni 1916 in Tübingen; † 31. Mai 1992 in Hamburg) war ein deutscher Rechtsanwalt und Präsident des Deutschen Anwaltvereins.

## Leben

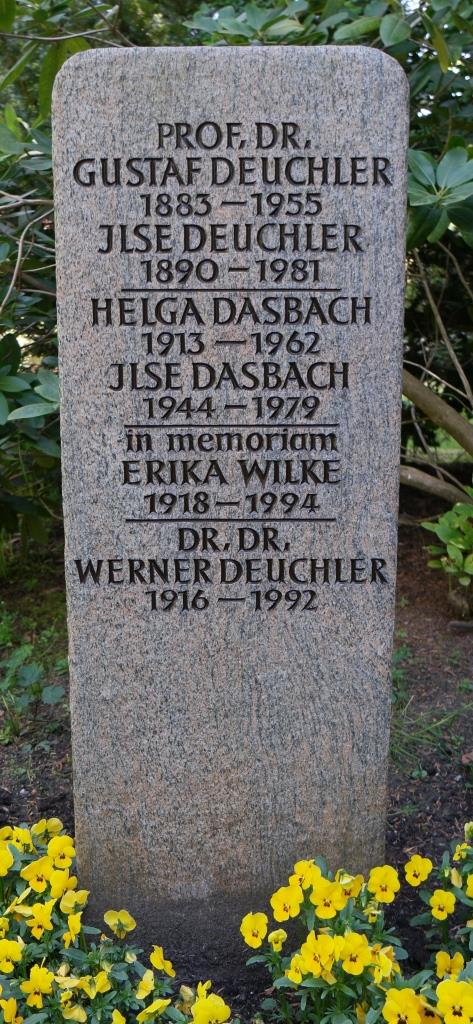
Grab von Werner Deuchler auf dem Friedhof Ohlsdorf in Hamburg

Werner Deuchler war Sohn des Pädagogen und Universitätsprofessors Gustaf Deuchler und dessen Ehefrau Ilse, geborene Krauß.
Als sein Vater einem Ruf auf einen Lehrstuhl für Philosophie, Psychologie und Pädagogik an der Universität Hamburg folgte, siedelte die Familie nach Hamburg um. Deuchler machte sein Abitur am Wilhelm-Gymnasium. Nachdem im Jahr 1937 ein Unfall während des Wehrdienstes zur Ausmusterung geführt hatte, studierte Deuchler bis 1940 Jura Volkswirtschaft an der Universität Hamburg. Die Große juristische Staatsprüfung legte er 1943 nach Studienaufenthalten in München und Genf und der Promotion zum Dr. iur. ab. Im Jahr 1944 folgte noch die Promotion zum Dr. rer pol. Sein Vater wurde 1945 als aktiver Nationalsozialist entlassen.
Nach einer Tätigkeit bei der Deutsch-Schweizerischen Handelskammer in Zürich als Syndikus trat er 1948 in Hamburg als Rechtsanwalt in eine heute noch bestehende Sozietät ein, in der später auch ein Sohn Deuchlers Partner wurde. Im Jahr 1956 heiratete Deuchler die promovierte Juristin Maria Schmarje. Aus der Ehe gingen die Kinder Wolfgang und Astrid Deuchler hervor.

## Tätigkeiten im Bereich Recht und Berufsstand
Deuchler war in den Jahren 1946/1947 Mitglied der Kommission zur Vorbereitung der Hamburgischen Verfassung. Von 1955 bis 1970 war Deuchler im Vorstand des Hamburgischen Anwaltvereins, dessen Vorsitz er als Nachfolger von Emil von Sauer von 1965 bis 1970 innehatte. In dieser Eigenschaft gelang es ihm, die (Wieder-)Einführung der Simultanzulassung, also der gleichzeitigen Zulassung eines Anwalts bei verschiedenen Gerichtstypen, in Hamburg durchzusetzen. Ebenfalls als Nachfolger von Emil von Sauer wurde Deuchler 1970 bis 1974 Präsident des Deutschen Anwaltsvereins. Ferner war Deuchler Vorsitzender des Beirats der Deutschen Anwalt- und Notarversicherung (DANV) sowie Aufsichtsrat der Hans Soldan Stiftung. Seine sehr international ausgerichtete Anwaltstätigkeit führte dazu, dass Deuchler 1974 in Vancouver zum ersten Präsidenten der International Bar Association, dem Internationalen Anwaltsverein, gewählt wurde, dem er nach 1978 noch als Vorstandsmitglied angehörte.

## Ehrungen und Auszeichnungen
1976 wurde Deuchler das Große Verdienstkreuz der Verdienstorden der Bundesrepublik Deutschland und die Silberne Médaille de la Ville de Paris verliehen. 1977 erhielt er für seine Bemühungen um die Wiener Juristengespräche das Große Silberne Ehrenzeichen der Republik Österreich. Der Hamburgische Anwaltverein verlieh ihm den Emil-von-Sauer-Preis.